# Smith Streeter
Smith O. Streeter (Ontario, Canadà, 14 de juliol de 1844 – Thawville, Illinois, 17 de desembre de 1930) va ser un jugador de roque canadenc de naixement, però nacionalitat estatunidenc el 1865, que va prendre part en els Jocs Olímpics de Saint Louis, el 1904, on va guanyar la medalla de plata en la prova de roque. Amb quatre victòries i dues derrotes, fou superat per Charles Jacobus, mentre superava a Charles Brown, tercer.